# 京口 (地名)
京口是江苏省镇江市的古地名。六朝时，京口指早期江南运河的一处入江口:3。今为镇江市的代称。京口区和润州区:4的历史追溯于此。

## 地名来源
相关文献指汉时已有京口一名。如许嵩《建康實錄》所称：“因京岘立名，号为京镇，在建业之北，因为京口。或云汉时已有京口，未详”:44。东汉建安年间，孫吳政权占据今镇江地区，时称京或京城。孙吴所筑京城，后世所称铁瓮城，在今京口区北固山。京口一名即与之相关。《图经》解释：“其城因山为垒，缘江为境。〈尔雅〉曰丘绝高曰京，因谓之京口”:135。《元和郡县图志》谓之“京上郡城，城前浦口，即是京口”，此处入江口的位置，中国学界未有定论。六朝时期史料中，与京口有直接联系的水道仅有“西浦”之名，另有“东浦”在铁瓮城东。根据相关史料、考古证据，推断京口系西浦之口:3。

## 历史
孫吳迁都建业城（在今江苏省南京市）后，置京口镇。孙权在京口设置都督守卫。东晋及六朝时，京口地属丹徒县。衣冠南渡时期，大量北方流民移居京口，是当时最大的侨民之乡。祖逖、徐邈、‌臧琨南渡居于京口。名将郗鉴南渡后，即居丹徒县京口里。东晋政权为安置北方流民，于京口侨置徐州，为州治。当时徐州直接护卫京城，所谓“方伯之任，莫重于荆、徐”。故京口被视为重镇。郗鉴任徐、兖州刺史时，徐州刺史移镇京口，故称京口为北府:9—10。
东晋大兴初年，晋陵郡治所由丹徒县迁于京口:8。东晋、南朝史籍中除京口一名外，亦有京口城之名。咸和元年（326年），“贼从数千浮海抄东南诸郡县，郗鉴遂城京口，计平之”。晋孝武帝在位的末年（396年之前），王恭镇守京口，“更大改创”。这两次建筑的京口城，具体所在不详。当代考古发掘的花山湾古城，被认为是京口为晋陵郡郡治时的罗城，故称为“晋陵罗城”。有学者有质疑:42—43。东晋时京口经济发达、商业兴盛:10。
刘宋时，徐州改名为南徐州，京口亦是南徐州州治所在。当代研究者指，京口城当时是长江下游仅次于都城建康城的第二大城市:8。两城构成了中国南方最繁华的商业区:10。